# Norrtjärnen (Graninge socken, Ångermanland)
Norrtjärnen är en sjö i Sollefteå kommun i Ångermanland och ingår i Ångermanälvens huvudavrinningsområde. Sjön har en area på 0,121 kvadratkilometer och ligger 209 meter över havet.

## Delavrinningsområde
Norrtjärnen ingår i det delavrinningsområde (699797-156165) som SMHI kallar för Mynnar i Bäckingesbäcken. Medelhöjden är 216 meter över havet och ytan är 24,22 kvadratkilometer. Det finns inga avrinningsområden uppströms utan avrinningsområdet är högsta punkten. Svartbäcken som avvattnar avrinningsområdet har biflödesordning 4, vilket innebär att vattnet flödar genom totalt 4 vattendrag innan det når havet efter 64 kilometer. Avrinningsområdet består mestadels av skog (86 procent). Avrinningsområdet har 0,12 kvadratkilometer vattenytor vilket ger det en sjöprocent på 0,5 procent.